# Francisco Mancebo

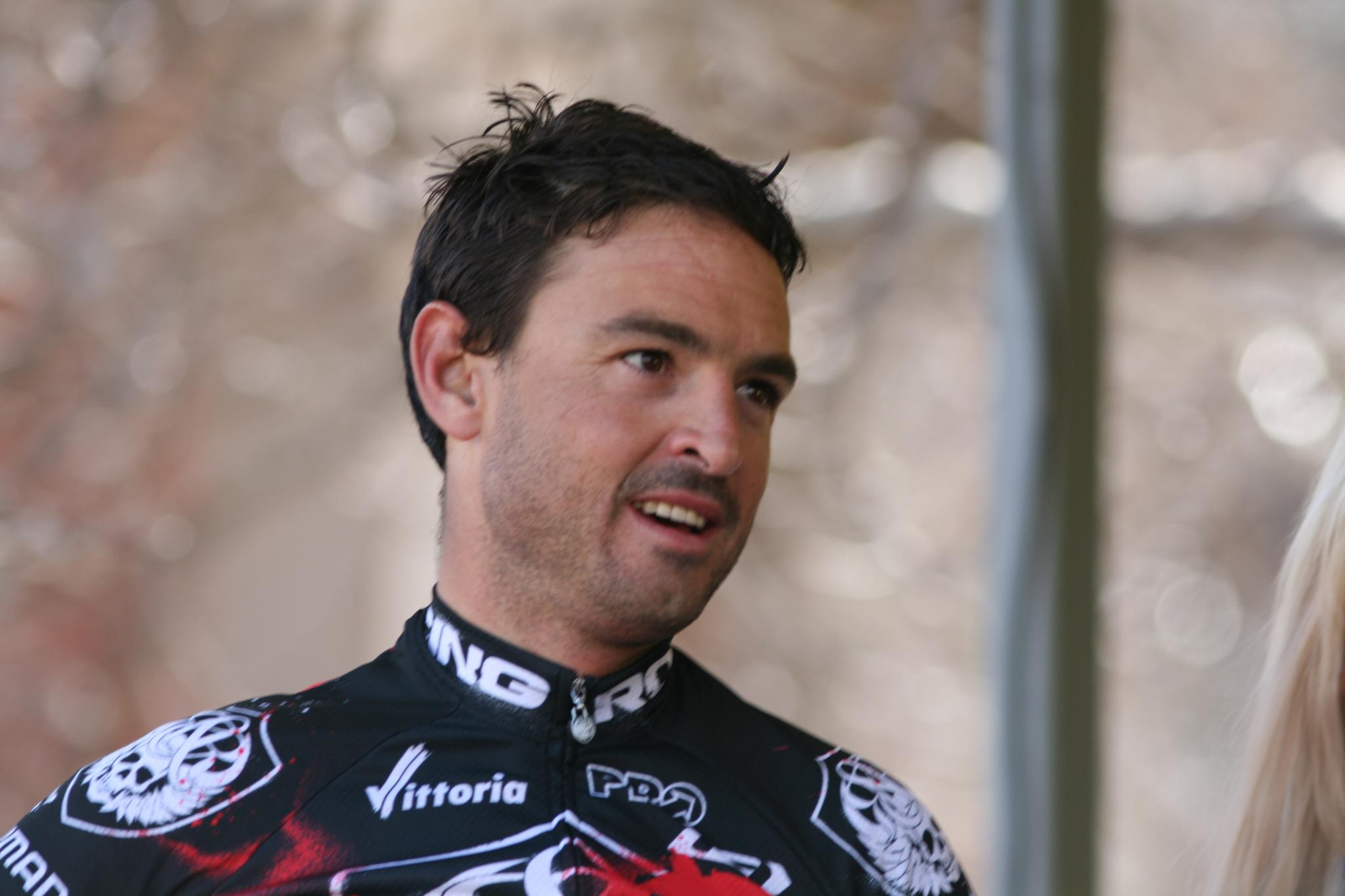
Francisco Mancebo i Rock Racing.

Francisco "Paco" Mancebo Perez, född 9 mars 1976 i Madrid, är en spansk proffscyklist.
Francisco Mancebo blev professionell 1998 då han gick med i Banesto-laget. 2006 bytte han lag till det franska Ag2r Prévoyance. Men när hans namn blev känt i dopingskandalen Operación Puerto offentliggjorde han att han därmed avslutade sin karriär 30 juni 2006, en dag innan Tour de France startade.
I februari 2007 kom Mancebo dock tillbaka som professionell cyklist i det spanska stallet Relax-GAM. Han tävlade under säsongen 2008 för Fercase-Rota dos Moveis och vann Vuelta Chihuahua Internacional i Mexiko för andra året i rad. Efter säsongen 2008 fortsatte spanjoren till det amerikanska stallet Rock Racing.
Mancebo är en bergsspecialist och etapploppsspecialist. Han deltog i Tour de France varje år mellan 2000 och 2005. Mancebo skulle också ha deltagit i 2006 men blev stoppad från tävlingen på grund av Operación Puerto. Första året i tävlingen slutade han på nionde plats och vann ungdomstävlingen. Han slutade sexa i tävlingen 2004 och slutade på fjärde plats 2005. Mancebo har aldrig blivit sämre i tävlingen än trettonde plats.
I Vuelta a Espana blev Mancebo femma 2003 och tvåa under tävlingen 2004. Under säsongen 2005 slutade spanjoren trea i slutställningen i Vuelta a Espana och vann en etapp under det spanska etapploppet.
Francisco Mancebo har deltagit i alla de tre tävlingarna som kallas Grand Tour, det vill säga Tour de France, Giro d'Italia och Vuelta a España. Under säsongen 2004 blev han spansk nationsmästare i linjelopp.
I februari 2009 vann Mancebo den första etappen av Tour of California före Jurgen van de Walle och Vincenzo Nibali. I början av maj vann han etapp 4 av Vuelta Asturias, en tävling som han vann dagen därpå. Mancebo slutade på tredje plats på etapp 1 och 2 av Cascade Cycling Classic. Han slutade på andra plats i Cascade Cycling Classics slutställning bakom Oscar Sevilla. Mancebo vann etapp 1 och slutställningen på Tour of Utah. Under tävlingen slutade han på andra plats på etapp 2, och på etapp 3 slutade han på tredje plats. Mancebo slutade på fjärde plats på prologen av Vuelta Chihuahua Internacional bakom Michael Rasmussen, Daniel Moreno och Oscar Sevilla.

## Stall
- Banesto 1998–2005
- Ag2r Prévoyance 2006
- Relax-GAM 2007
- Fercase-Rota dos Móveis 2008
- Rock Racing 2009
- Heraklion-Kastro-Murcia 2010
- Realcyclist.com Cycling Team 2011
- Competitive Cyclist Racing Team 2012